# 辻 (川口市)
辻（つじ）は、埼玉県川口市の大字。郵便番号は334-0004。

## 地理
川口市の中央部の鳩ヶ谷地区にある。鳩ヶ谷駅南西部一帯に位置する。大字辻の一部は地名変更により南鳩ヶ谷や坂下町になっている。地名変更によりかつて大字辻にあった辻公園は現在南鳩ヶ谷にある。

### 河川
- 芝川（新芝川）
- 永堀川

## 歴史
もとは江戸期より存在した足立郡平柳領に属する辻村であった。
現在の大字辻はかつての辻村の西部に当たり、東部は南鳩ヶ谷に地名変更されている。
- はじめは幕府領で[4]、以降変遷なし。
- 1871年（明治4年）11月13日 - 第1次府県統合により埼玉県の管轄となる。
- 1879年（明治12年）3月17日 - 郡区町村編制法により成立した北足立郡に属す。郡役所は浦和宿に設置。郡内に同名の村が4ヶ所存在（さいたま市南区辻、さいたま市緑区南部領辻、さいたま市西区指扇領辻）したが、区別のための地名変更は実施せず。
- 1889年（明治22年）4月1日 - 町村制施行に伴い、辻村が前田村・三ツ和村・里村、および浦寺村の飛地と合併して北平柳村となり、北平柳村大字辻となる。
- 1901年（明治34年）5月3日 - 北平柳村が鳩ヶ谷町に編入され[5]、鳩ヶ谷町大字辻となる。
- 1940年（昭和15年）4月1日 - 鳩ヶ谷町が川口市に編入され[5]、川口市大字辻となる。
- 1950年（昭和25年）11月1日 - 川口市から分離し[5]、再度鳩ヶ谷町大字辻となる。
- 1967年（昭和42年）3月1日 - 鳩ヶ谷町が市制施行し鳩ヶ谷市となる。
- 1967年（昭和42年）6月1日 - 大字辻の一部が大字鳩ヶ谷、大字里、大字三ツ和の各一部と併合して坂下町一・四丁目となる[6][4]。
- 1968年（昭和43年）1月1日 - 大字辻の一部が大字三ツ和、大字前田の各一部と併合して南六〜八丁目（現南鳩ヶ谷六〜八丁目）となる[6][4]。
- 2011年（平成23年）10月11日 - 鳩ヶ谷市が川口市に合併し、川口市大字辻となる。

## 世帯数と人口
2018年（平成30年）3月1日現在の世帯数と人口は以下の通りである。
| 大字 | 世帯数    | 人口    |
| ---- | --------- | ------- |
| 辻   | 2,322世帯 | 5,205人 |

## 小・中学校の学区
市立小・中学校に通う場合、学区（校区）は以下の通りとなる。
| 番地 | 小学校           | 中学校           |
| ---- | ---------------- | ---------------- |
| 全域 | 川口市立辻小学校 | 川口市立里中学校 |

## 交通
地区東端の国道122号の地下に埼玉高速鉄道線が通るが、鉄道駅は設置されていない。最寄り駅は同線の鳩ヶ谷駅となる。

### 道路
- 国道122号（岩槻街道）
- 埼玉県道34号さいたま草加線（第二産業道路）
- 東京都道・埼玉県道106号東京鳩ヶ谷線（天神橋通）
- 市民プール通リ
- 西公民館通り

## 施設
- 武南警察署
- 石田神社
- 真福寺
- 常住寺
- たちばな幼稚園
- 青木水門
- 沼田公園
- 永堀川公園[8]。

## 関連文献
- 「辻村」『新編武蔵風土記稿』 巻ノ140足立郡ノ6、内務省地理局、1884年6月。NDLJP:763998/11。